# Alcide De Gasperi
Alcide De Gasperi (/alˈtʃiːde de ˈɡasperi/), aussi orthographié Degasperi , né le 3 avril 1881 à Pieve Tesino, dans l'actuelle province autonome de Trente, dans la région du Trentin-Haut-Adige, alors en Autriche-Hongrie et mort le 19 août 1954 à Sella di Valsugana (Italie), est un homme d'État italien.
Après la Seconde Guerre mondiale, il fonde la Démocratie chrétienne. Président du Conseil de 1945 à 1953, soit huit mandats, il est considéré comme l'un des Pères de l'Europe, aux côtés de Robert Schuman, Jean Monnet, Johan Willem Beyen, Paul-Henri Spaak et Konrad Adenauer.

## Biographie
Alcide De Gasperi est le premier des quatre enfants de Maria Morandini et Amedeo De Gasperi, un officier de la police locale. Après lui sont nés Mario, qui devint prêtre, Marcella et Augusto.

### Période austro-hongroise
Même s'il était italien de langue et de culture, De Gasperi naquit et se forma dans le Trentin, qui faisait alors partie de l'Autriche-Hongrie. De 1896 à 1900 il est membre d'un mouvement chrétien-social. Alcide De Gasperi devient ensuite boursier à l’université de Vienne en 1900 où il participe à des activités politiques. Il fut inspiré par l'encyclique Rerum Novarum du Pape Léon XIII. 
En 1904, il joua un rôle important au sein du mouvement des étudiants du Trentin qui réclamait la création d'une faculté de droit de langue italienne. Des émeutes sont provoquées par des étudiants de langue allemande lors de l’inauguration de la faculté de droit à Innsbruck et De Gasperi passera alors 20 jours en prison. Cela aurait pu le pousser à s’allier à l’irrédentisme (Autrichiens du Sud qui veulent devenir Italiens), mais il n’est pas tenté par cette voie là. En 1905, il devint docteur en philosophie et lettres.
Un mouvement pro-italien se forme autour de lui et il entre en 1905 à la rédaction du journal Voce Cattolica (Voix catholique), qui prendra le nom de Il Trentino en septembre 1906, dont il assume la direction pendant une brève période et qui deviendra par la suite l’organe de presse du Parti populaire du Trentin pour les Italiens de cette région. Il écrivit une série d'articles dans lesquelles il défendait l’« italianité » (italianità) et l'autonomie culturelle du Trentin face aux tentatives de germanisation proposées par les forces politiques nationalistes du Tyrol germanophone, mais il ne remettait pas en question l'appartenance à l'Autriche-Hongrie.
Lors des élections du parlement austro-hongrois du 13 et 20 juin 1911, il est élu député à la Chambre autrichienne dans les rangs de l’Unione Politica Popolare del Trentino (« Union politique populaire du Trentin ») ; sur 4 275 électeurs il obtint 3 116 voix. Ses discours défendent « l’italianité » de sa province. Le 27 avril 1914, il obtient un siège au parlement régional tyrolien d'Innsbruck. Son activité de propagande prit fin à la suite de l'attentat de Sarajevo qui déclencha la Première Guerre mondiale et, après quelques hésitations, l'adhésion de l'Italie à la Triple-Entente (1915). Il va se dévouer au maintien de la paix en rencontrant le ministre des Affaires étrangères italien. Mais la guerre va éclater et couper court à ses projets. Il Trentino fut pris par la censure et le numéro du 22 mai 1915 ne comprenait, par provocation, que des pages blanches ; De Gasperi décida de suspendre les publications.
Durant la période où le gouvernement de Vienne resta inopérant (du 25 juillet 1914 au 30 mai 1917), De Gasperi se consacra surtout aux réfugiés de guerre. Vu ses activités humanitaires, il fut nommé délégué pour l'Autriche supérieure et pour la Bohême occidentale au Secrétariat pour les réfugiés. Aussi, après le retour du Parlement, il continua à s'occuper de ce sujet, et il fit approuver une loi pour réguler le traitement qui leur étaient réservé. Entretemps, ses positions politiques changèrent et il devint un partisan du droit à l'autodétermination des peuples : en mai 1918, il fut l'un des signataires d'un document commun aux représentants des Polonais, des Tchèques, des Slovaques, des Roumains, des Slovènes, des Croates et des Serbes, bref, de toutes les minorités de l'Autriche-Hongrie.

### Opposition au fascisme
Au lendemain des traités de paix de 1919, le Trentin est attribué à l’Italie. Alcide De Gasperi devient donc italien ; c’est un « homme-frontière », comme beaucoup d’acteurs de la construction européenne. Il s’établit à Rome et poursuit son action politique. Il adhère au Partito Popolare (PPI), le parti catholique fondé par l'abbé Luigi Sturzo et qui sera l'ancêtre de la future Démocratie Chrétienne. En 1921, il devient député italien et préside le groupe politique du Partito Popolare. Il va voyager en Allemagne à cette époque.
En 1922, il épouse Francesca Romani à l'église de Borgo Valsugana avec qui il eut quatre filles, dont une entra dans les ordres.
Initialement, il soutint la participation du PPI au début du gouvernement Mussolini en octobre 1922. En 1923 les membres du PPI tâchèrent de trouver un compromis sur la loi Acerbo, et De Gasperi tint un discours à la Chambre des Députés le 15 juillet 1923 en expliquant son attitude envers cette loi. Alors que Mussolini augmentait son pouvoir au sein du gouvernement italien, De Gasperi s'opposa au fascisme face aux changements qu'il apportait à la constitution à propos du pouvoir exécutif et du système électoral. Il s'opposa aussi aux violences vis-à-vis des autres partis, notamment avec l'assassinat de Giacomo Matteotti. Le PPI se sépara et De Gasperi devint le secrétaire du groupe antifasciste en mai 1924. En 1926, dans un climat de violences manifestes et d'intimidations de la part des fascistes, le PPI fut dissous. Il fut arrêté à la gare de Florence le 11 mars 1927, avec sa femme. Au procès qui s'ensuivit il fut condamné à 4 ans de prison et à une amende.
Il est relâché en 1928 grâce à l’action de l’évêque de Trente auprès du roi Victor-Emmanuel III qui collabore avec Mussolini. S'ensuit une période de difficulté économique et d'isolement moral. Il trouva un emploi modeste à la Bibliothèque du Vatican en automne 1928 grâce à l'aide de Celestino Endrici et de quelques-uns de ses amis du l'ex-PPI. L'engagement - comme employé adventice - vint après la signature des Accords du Latran en 1929.
À ce poste, il étudia et observa les événements politiques italiens et internationaux, ainsi que l'histoire du parti chrétien centriste en Allemagne et les théories économiques et sociales au sein des différents courants de la culture catholique européenne.
En 1942-1943, durant la Seconde Guerre mondiale, il coécrivit Le idee ricostruttive della Democrazia Cristiana dans lequel il présente les idées qui deviendront la base de son futur parti catholique, qui prendra la dénomination de Démocratie chrétienne.
Une fois que le mezzogiorno fut libéré par les Alliés, il entra au Comité de libération nationale comme Démocrate chrétien. Le 16 juin 1944, donc 12 jours après la libération de Rome, il devient ministre sans portefeuille dans le 1er gouvernement de Ivanoe Bonomi. Puis il est ministre des Affaires étrangères dans le 2e Gouvernement Bonomi (12 décembre 1944 - 19 juin 1945) et dans le gouvernement de Ferruccio Parri (21 juin 1945 - 8 décembre 1945). Le 10 décembre 1945, il va être président du Conseil pour la première des huit fois de sa carrière. La même année il fonde le Centro Nazionale Sportivo Libertas.

### République d'Italie

#### Président du Conseil
En 1945, Alcide De Gasperi devint président du conseil des ministres, le dernier du royaume d'Italie. Durant ce gouvernement la République fut proclamée et il devint de fait le premier chef de gouvernement de l'Italie républicaine, et il mena un gouvernement d'unité nationale, qui dura jusqu'aux élections générales de 1948.
Le 2 juin 1946 un référendum fut organisé pour savoir si l'Italie resterait une monarchie ou deviendrait une république. Le conseil des ministres (qu'il préside) proclama la république avant que la Cour de cassation ne publie les résultats définitifs du référendum des 2 et 3 juin : la voie républicaine obtint 54 % des voix. Il prit donc provisoirement la tête de l'État et par conséquent les fonctions qui étaient alors exercées par le roi Humbert II d'Italie lui furent transmises.
De Gasperi cumulait les deux charges de chef du gouvernement (président du conseil des ministres) et de chef d'État jusqu'au 1er juillet, quand Enrico De Nicola, élu chef provisoire de l'État le 28 juin par l'Assemblée constituante de la République italienne, prit officiellement possession de la charge.
Le 10 août 1946 il intervient à Paris lors de la conférence de paix, où il contesta les conditions difficiles infligées à l'Italie par le traité. Une de ses réussites en politique étrangère est l'accord De Gasperi-Gruber avec l'Autriche en 1946 qui fit de sa région, le sud du Tyrol, une région autonome.
En janvier 1947 il effectue un voyage aux États-Unis desquels il obtient une aide financière et matérielle, et où il promeut l'image de la nouvelle République, inaugurant ainsi le retour de l'Italie sur la scène internationale. À l'occasion, il devint le troisième italien à être honoré d'une ticker-tape parade à New York, et il sera le seul à en répéter l'expérience, en 1951.
Lors des élections du 18 avril 1948, en plein plan Marshall et avec l'appui moral des États-Unis et des émigrés italiens américains, De Gasperi et la Démocratie chrétienne rencontrèrent un succès historique (48 % des votes) face au Front populaire italien (composés des socialistes et des communistes). De Gasperi fut nommé président du premier Conseil des Ministres de la république italienne.
Dans une Italie accablée par vingt ans de dictature fasciste et usée par la Seconde Guerre mondiale, De Gasperi affronta les négociations de paix avec les puissances victorieuses, en réussissant à réduire les sanctions au désarmement militaire, et en évitant la perte de territoires frontaliers comme le Haut-Adige et le Val d'Aoste. Il chercha à résoudre à l'avantage de l'Italie le problème de la souveraineté de Trieste et de l'Istrie, mais il eut moins de chance en ce qui concerne cette dernière.
Il conclut des accords avec les puissances occidentales pour financer la reconstruction et la reprise économique de l'Italie.
La situation précaire du pays, qui s'améliorait trop lentement, et les privations, provoquaient le mécontentement des ouvriers et une agitation syndicale. Les protestations s'amplifièrent en raison des inondations du Pô de 1951, dont les digues avaient cessé d'être entretenues depuis le début de la guerre. Ces inondations firent beaucoup de victimes dans les zones agricoles des provinces de Rovigo et Ferrare. En 1952, par peur d'une victoire électorale des communistes et des socialistes en Italie, le Vatican suggéra, puis imposa, une alliance électorale d'importance dans la perspective des élections municipales à Rome.
Le Saint-Siège n'aurait pas accepté que la ville, siège de la chrétienté, soit administrée par un maire socialiste. De Gasperi s'opposa résolument à une coalition avec la droite. Ceci provoqua un incident diplomatique avec le Vatican qui perturba De Gasperi. En 1952, Pie XII refusa de recevoir De Gasperi au Vatican à l'occasion du trentième anniversaire de ses noces avec Francesca Romani.

#### Fin de son mandat et mort

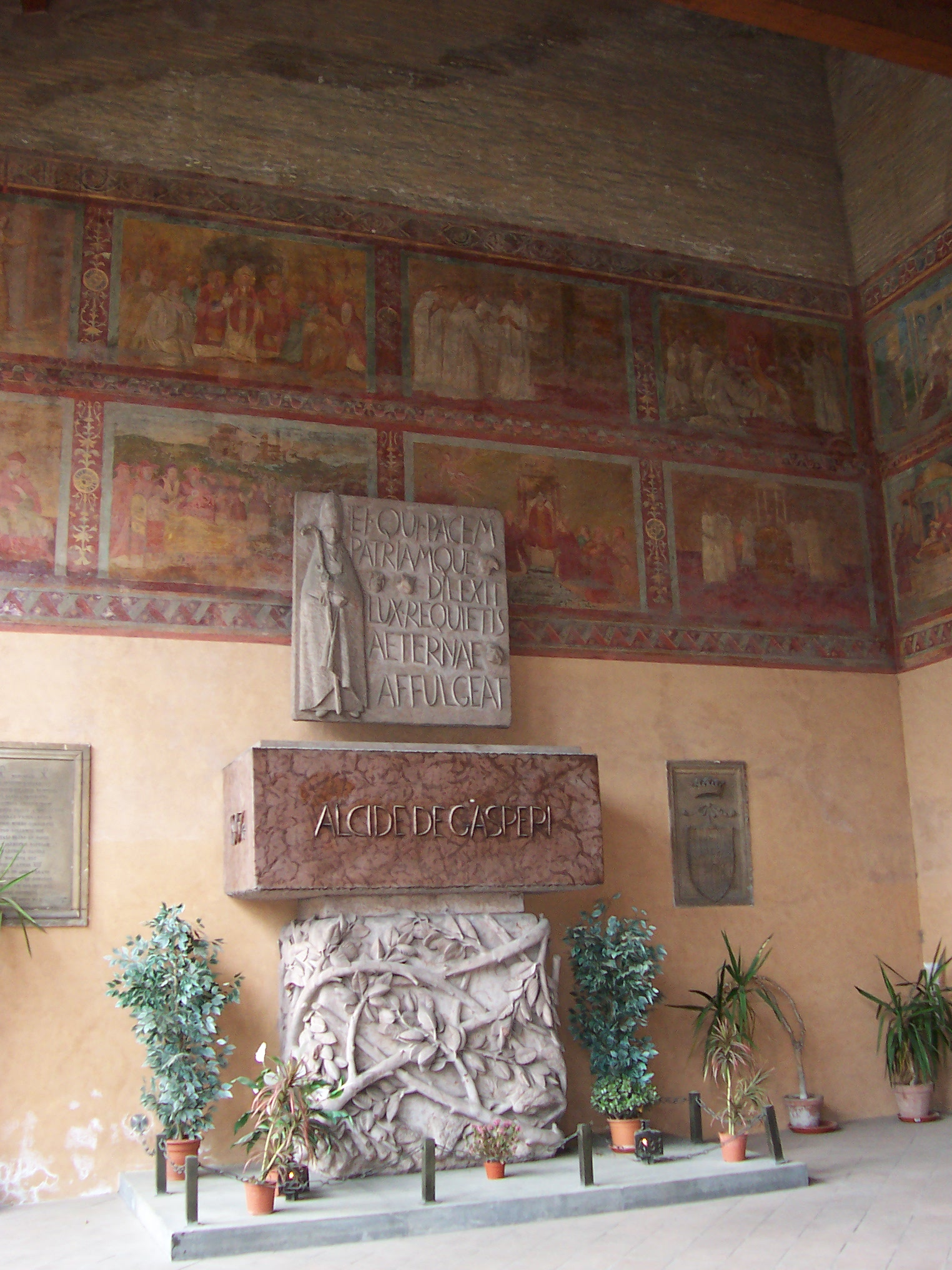
La tombe de De Gasperi à Rome.

Il conserva le poste de chef du gouvernement jusqu'en août 1953, après l'échec de la loi électorale, dénommée par ses adversaires legge truffa («loi escroquerie») même pour l'effet perturbateur de son processus d'approbation au Sénat.
Il était convaincu de la nécessité d'une intégration européenne et critique vis-à-vis de l'entrée de l'Italie dans l'OTAN, il aurait préféré la création d'une Communauté européenne de défense, laquelle était cependant assujettie au haut commandant de l'OTAN. 
Alcide De Gasperi est mort le 19 août 1954 dans sa maison de Val di Sella (commune de Borgo Valsugana).
Sa dépouille se trouve actuellement à Rome, à la basilique Saint-Laurent-hors-les-Murs. Son épouse Francesca est morte centenaire en 1998.

### Idée européenne
En mai 1950, Alcide De Gasperi répond favorablement à l’appel de Schuman et donne tout de suite son plein appui au projet de mise en commun du charbon et de l'acier. Selon lui, la place de l’Italie est dans la CECA, il y voit aussi un enjeu bénéfique à l’image de son pays. Il rêve d’une fédération européenne, non seulement dans le domaine du charbon et de l’acier, mais dans tous les domaines. Il se lie d’amitié avec Robert Schuman. En 1952, il est lauréat du prix international Charlemagne.

## Mandats politiques
Alcide De Gasperi a exercé les fonctions de président du Conseil des ministres italien à huit reprises, dans huit gouvernements successifs :
- du 10 décembre 1945 au 1er juillet 1946, succédant à Ferruccio Parri,
- du 13 juillet 1946 au 20 janvier 1947, se succédant à lui-même,
- du 2 février 1947 au 13 mai 1947, se succédant à lui-même,
- du 31 mai 1947 au 12 mai 1948, se succédant à lui-même,
- du 23 mai 1948 au 12 janvier 1950, se succédant à lui-même,
- du 27 janvier 1950 au 16 juillet 1951, se succédant à lui-même,
- du 26 juillet 1951 au 29 juin 1953, se succédant à lui-même,
- du 16 juillet 1953 au 28 juillet 1953, se succédant à lui-même, et étant à son tour remplacé par Giuseppe Pella.

## Postérité
La maison d'Alcide De Gasperi à Pieve Tesino a été transformée en musée, qui a reçu le Label du patrimoine européen.
Le ministère de l'Énergie et de l'Aménagement du territoire du Luxembourg est basé dans le bâtiment Alcide de Gasperi, à Luxembourg.

## Édition
Alcide De Gasperi fonde La Discussione en 1952.

## Cinéma
Le personnage de De Gasperi est le protagoniste principal du film de Roberto Rossellini L'An un (1974), dont le rôle est interprété par Luigi Vannucchi, dans lequel se trouve une reconstitution de la période historique qui présente les opérations du Comité de libération nationale à Rome, et dans la fiction de la Rai De Gasperi, l'uomo della speranza (2004), dirigé par Liliana Cavani et diffusé en deux parties sur Rai Uno.